# Institut français d'Amérique latine
L’Institut français d’Amérique latine (IFAL), basé à Mexico au Mexique, est une structure du Ministère français de l'Europe et des affaires étrangères (MEAE) qui impulse, pilote et cofinance des actions de coopération avec les entités locales, régionales et multilatérales au Mexique.
Il comprend les missions culturelle, linguistique, scientifique, technique et universitaire du Service de coopération et d’action culturelle (SCAC) de l’Ambassade de France au Mexique dont il dépend.

## Historique
Les relations culturelles officielles entre la France et l'Amérique latine datent de l'établissement de la Commission internationale de coopération intellectuelle (CICI), organe de la Société des Nations (SDN) fondé en 1921, chargé de la coordination des travaux et des relations scientifiques, puis de l'Institut international de coopération intellectuelle (IICI), impulsé par la France en 1924
L’IFAL a été créé sous l’appellation de Centre culturel et de coopération pour l’Amérique latine (CCCAL). Le 1er janvier 2011, le CCCAL est devenu l'Institut français d'Amérique latine, à la suite d'une réforme mondiale du réseau culturel et de coopération du Ministère français des Affaires étrangères initiée par la loi du 27 juillet 2010, en remplacement des activités culturelles françaises qui étaient jusque-là réunies au sein de l'association Culturesfrance.

## Sites
L'IFAL est placé sous la responsabilité du Conseiller de Coopération et d’Action Culturelle de l'Ambassade de France au Mexique qui dirige les services de coopération dans différents domaines d’intervention :
- Coopération linguistique et éducative,
- Coopération culturelle et audiovisuelle,
- Coopération scientifique, technique et universitaire.

L'IFAL est situé sur trois sites :
- Les services de coopération et l'administration se trouvent au sein de l'Ambassade de France au Mexique.
- Les services de cours, de certifications ainsi que la salle de cinéma sont dans les locaux Rio Nazas, dans la colonia Cuauhtémoc.
- La médiathèque et certaines salles de cours se trouvent dans la Casa de Francia (centre culturel français à Mexico).

Le 5 décembre 2013, l'Institut français d'Amérique latine au Mexique (IFAL) a inauguré à Mexico sa nouvelle salle de cinéma numérique en présence du réalisateur Michel Ocelot. L'IFAL accueille au sein de ses installations un local de Campus France ainsi que le CEMCA.